# Inia araguaiaensis
Inia araguaiaensis és una espècie de dofins de riu de Sud-amèrica descoberta el 2014. És nadiua de la conca Araguaia-Tocantins, al Brasil.
El reconeixement de I. araguaiaensis com a espècie distinta s'anuncià el 22 de gener del 2014. Es distingeix d'altres espècies d'Inia per microsatèl·lits nuclears i dades d'ADN mitocondrial, així com diferències en la morfologia del crani (en general té el crani més ample). També es diferencia del dofí de l'Amazones (I. geoffrensis) i I. g. boliviensis pel nombre de dents per semimandíbula (24-28, 25-29 i 31-35, respectivament).